# Anexamita heterocnemis
Anexamita heterocnemis är en skalbaggsart. Anexamita heterocnemis ingår i släktet Anexamita och familjen långhorningar.

## Underarter
Arten delas in i följande underarter:
- A. h. heterocnemis
- A. h. orientalis
- A. h. splendida